# Unterweißenbach
Unterweißenbach ist eine Marktgemeinde in Oberösterreich im Bezirk Freistadt im Mühlviertel mit 2168 Einwohnern (Stand 1. Jänner 2024) im Herzen der Mühlviertler Alm.

## Geografie
Unterweißenbach liegt auf 640 m Höhe im Mühlviertel. Die Ausdehnung beträgt von Nord nach Süd 10,5 und von West nach Ost 11,7 Kilometer. Die Gesamtfläche umfasst 48,69 Quadratkilometer. Mehr als die Hälfte der Fläche sind bewaldet, über vierzig Prozent werden landwirtschaftlich genutzt.

### Gemeindegliederung
Das Gemeindegebiet umfasst folgende 16 Ortschaften (in Klammern Einwohnerzahl Stand 1. Jänner 2024):
- Aglasberg (83)
- Dauerbach (44)
- Enebitschlag (73)
- Grafenschlag (53) samt Schlamperlstatt
- Greinerschlag (66)
- Hackstock (55)
- Hinterberg (109)
- Hinterreith (34)
- Landshut (159)
- Mötlas (176) samt Mötlasberg und Ebmer Häuser
- Neumühl (66)
- Obermühl (118)
- Schattau (75) samt Oberhaas und Schattauer
- Unterweißenbach (912)
- Wildberg (55)
- Windhing (90)

Die Gemeinde besteht aus den beiden Katastralgemeinden Landshut und Unterweissenbach.

### Nachbargemeinden
| Kaltenberg   | Liebenau                                    |              |
| St. Leonhard | Kompassrose, die auf Nachbargemeinden zeigt | Königswiesen |
| Schönau      | Pierbach                                    |              |

## Geschichte
Zwischen der Großen und Kleinen Naarn erwarben die Herren von Perg und Machland im 11. Jahrhundert einen Besitz und begannen den Wald zu roden und legten die Burg Ruttenstein an. In einer Schenkungsurkunde aus dem Jahre 1209 wird „Wizzenbach“ erstmals genannt, ein in dieser Rodungsfläche gegründeter Ort. Aus der Rodungssiedlung wurde später ein Markt, um 1331 ist ein Richter dokumentiert. Im 14. Jahrhundert wurde Wizzenbach als Freies Aigen und niemand zu Lehen berürt bezeichnet. 1449 verzeichnete das Wallseer Urbar 42 Bürgerhäuser.
Seit 1490 wurde es dem Fürstentum „Österreich ob der Enns“ zugerechnet und gehörte zur Herrschaft Ruttenstein. 1497 wird Weißenbach in einer Liste der Bannmärkte erwähnt, eine De-facto-Gleichstellung mit den landesfürstlichen Städten. 1571 verfügte Kaiser Maximilian II. neue Grenzen, damals reichte Weißenbach bis zum Kamp im heutigen Niederösterreich. 1757 folgte die Abtrennung der Pfarre Liebenau und 1785 die der Pfarre Kaltenberg.
Nach dem Anschluss Österreichs an das Deutsche Reich am 13. März 1938 gehörte der Ort zum Gau Oberdonau. Nach 1945 lag Unterweißenbach in der sowjetischen Besatzungszone und nach 1955 erfolgte der Ausbau der Infrastruktur.
Die Gemeinde war bis Ende 2002 Sitz des Gerichtsbezirks Unterweißenbach und wurde per 1. Jänner 2003 dem Gerichtsbezirk Freistadt zugeteilt.
Im Juli 2020 wurde ein Schatz mit 1500 Silbermünzen aus dem 15. Jahrhundert entdeckt, der damit wesentlich größer ist als der Münzfund aus dem Jahr 1970 mit insgesamt 176 Münzen.

## Bevölkerung
| Bevölkerungsentwicklung | Bevölkerungsentwicklung | Bevölkerungsentwicklung | Bevölkerungsentwicklung | Bevölkerungsentwicklung |
| Jahr                    | Einwohner               |                         | Jahr                    | Einwohner               |
| ----------------------- | ----------------------- | ----------------------- | ----------------------- | ----------------------- |
| 1869                    | 2.147                   |                         | 1951                    | 2.181                   |
| 1880                    | 2.132                   |                         | 1961                    | 2.285                   |
| 1890                    | 2.238                   |                         | 1971                    | 2.474                   |
| 1900                    | 2.115                   |                         | 1981                    | 2.501                   |
| 1910                    | 2.127                   |                         | 1991                    | 2.465                   |
| 1923                    | 2.160                   |                         | 2001                    | 2.299                   |
| 1934                    | 2.264                   |                         | 2011                    | 2.315                   |
| 1939                    | 2.283                   |                         | 2021                    | 2.149                   |

### Entwicklung und Struktur
Im Jahr 1869 wohnten im Gemeindegebiet 2147 Menschen. Das höchste Wachstum wurde zwischen 1951 und 1981 verzeichnet, 1981 wurde mit 2501 Bewohnern der höchste Stand in der Geschichte verzeichnet. Im Jahr 1991 hatte die Gemeinde 2465 Einwohner, bei der Volkszählung 2001 nur mehr 2299, was einem Rückgang von 6,7 % entspricht.
Bei der Volkszählung 2001 betrug der Anteil der Einwohner, die 60 Jahre und älter waren, 19,7 %; 18,5 % waren unter 15 Jahre alt. Der Anteil der weiblichen Bevölkerung lag bei 50,7 %.
Von den 1874 Bewohnern Unterweißenbachs, die 2001 über 15 Jahre alt waren, hatten 2,8 % eine Universität, Fachhochschule oder Akademie abgeschlossen. Weitere 5 % hatten eine Matura absolviert, 42,1 % hatten einen Lehrabschluss oder eine berufsbildende mittlere Schule besucht und 50,1 % aller Unterweißenbacher hatten die Pflichtschule als höchsten Abschluss.

### Herkunft und Sprache
Der deutsche Dialekt, der im Raum Unterweißenbach sowie in Oberösterreich allgemein gesprochen wird, ist das Mittelbairische. 99,6 % der Unterweißenbacher gaben 2001 Deutsch als Umgangssprache an. Weitere 0,1 % sprachen hauptsächlich Tschechisch, der Rest sprach andere Sprachen.
Der Anteil der Unterweißenbacher mit ausländischer Staatsbürgerschaft lag 2001 mit 0,5 % weit unter dem Durchschnitt Oberösterreichs. Dabei hatten 0,2 % der Unterweißenbacher Bevölkerung die Staatsbürgerschaft Deutschlands und 0,3 % entfielen auf Staatsbürger aus anderen Ländern. Insgesamt waren 2001 etwa 1 % der Unterweißenbacher in einem anderen Land als in Österreich geboren.

## Kultur und Sehenswürdigkeiten

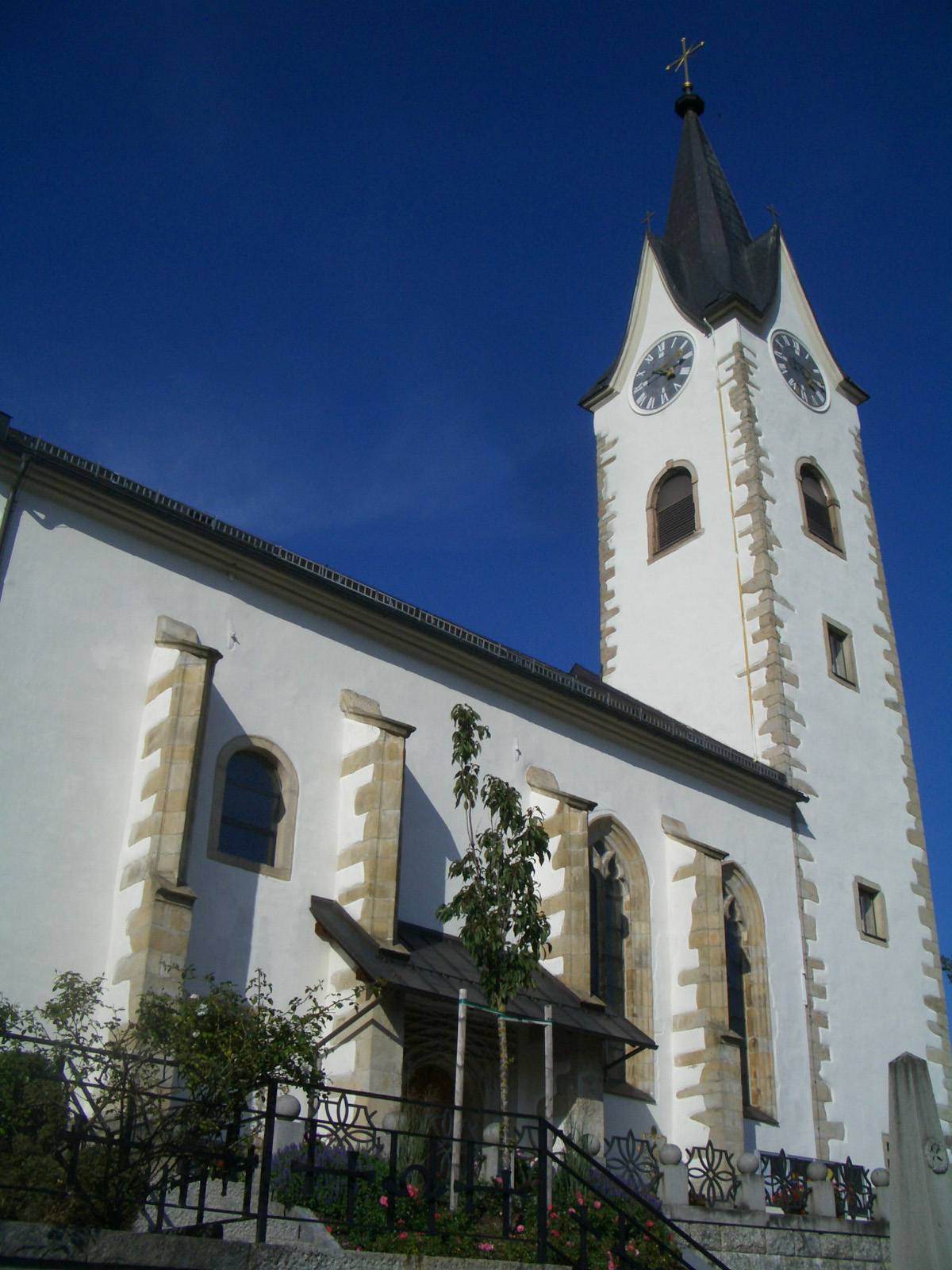
Pfarrkirche Unterweißenbach

- Katholische Pfarrkirche Unterweißenbach hl. Nikolaus: Die ursprünglich romanische Kirche von 1334 wurde am Anfang des 16. Jahrhunderts zu einer bemerkenswerten spätgotischen Kirche erweitert. Die Gewölbeausführung im Langhaus, mit Freistädter Architektur um 1500/1510 benannt, ist analog dem Chor der Pfarrkirche hl. Alexius in Hellmonsödt, dem Chor der Pfarrkirche Hirschbach im Mühlkreis und dem Chor der Pfarrkirche hl. Leonhard in St. Leonhard bei Freistadt. Das spätgotische Südportal aus dem Anfang und ersten Viertel des 16. Jahrhunderts ist bemerkenswert besonders dicht verstäbt und rundbogig und rechtwinkelig analog dem Typ wie bei der Pfarrkirche hl. Johannes der Täufer in Bad Zell ausgebildet.
- Bergkreuzweg mit 14 Wegkapellen zur Pfarr- und Wallfahrtskirche Kaltenberg
- Ehemaliges Sitz und Landgericht der Herrschaft Ruttenstein und danach ehemaliges Bezirksgericht mit ehemaligem Pranger aus 1650
- Das Kriegerdenkmal aus 1924 südlich der Pfarrkirche
- Katholische Filialkirche Hackstock hl. Josef
- Wegkapelle Glashüttenkreuz in Hinterreith
- Karlinger Hammerschmiede: Alte Schmiede aus dem 16. Jahrhundert mit einem Wasserrad von mehr als drei Metern Durchmesser. Der Hammer zählt zu den ältesten erhaltenen Hämmer in ganz Österreich.
- Pechölsteine[11], siehe dazu Pechölbrennen im östlichen Mühlviertel

Freizeit
- Jagdmärchenpark Hirschalm: Erlebnispark mit Sommerrodelbahn und Achterbahn[12]
- Wegererstein-Aussichtsplattform: Rundblick über das kleine Naarntal und Kaltenberg
- Findlingsformationen aus der letzten Eiszeit
- Wolfsberg: Gipfelkreuz
- Wandermöglichkeiten: gut beschilderte Wanderrouten (auch für Familien)
- Reitmöglichkeiten: Auf der Mühlviertler Alm gibt es eines der ausgedehntesten Reitwegenetze Europas (circa 600 km) und etliche Reiterhöfe
- Bademöglichkeit: Freibad Unterweißenbach

Veranstaltungen
- Nikolauskirtag
- Hirschalmfest

## Wirtschaft und Infrastruktur
Unterweißenbach ist Mitglied des Verbandes für Regional- und Tourismusentwicklung Mühlviertler Alm.

### Ansässige Unternehmen
- Sonnberg Biofleisch: Mit 55 Mitarbeitern und 13 Mio. Euro Umsatz der größte Arbeitgeber des Ortes und der Region Mühlviertler Alm

### Verkehr
In Unterweißenbach kreuzen sich die Mühlviertler Alm Straße L 576 und die Nordwaldkamm Landesstraße L 579. Weiters wird das Gemeindegebiet durch die Unterweißenbacher Bezirksstraße L 1442 erschlossen. Durch das Gemeindegebiet führt der überregionale Wander- und Pilgerweg Johannesweg.

### Öffentliche Einrichtungen und Bildung
Im Ort stehen ein Kindergarten, eine Volksschule, eine Neue Mittelschule und eine Polytechnische Schule zur Verfügung. Der Volksschule sind zwei S-Klassen angeschlossen. Zusätzlich besteht eine Bücherei im Pfarramt Unterweißenbach. Weiters gibt es einen praktischen Arzt mit Hausapotheke (Allgemeinmediziner) und ein Bezirksseniorenheim in der Gemeinde. Eine Tagesheimstätte der Lebenshilfe rundet das soziale Angebot der Gemeinde ab.
Im Jahr 2003 wurde das Bezirksgericht aus Spargründen geschlossen. Geschlossen wurde auch die Polizeidienststelle. Die nächste Polizeidienststelle befindet sich in Königswiesen. Die Bezirkshauptmannschaft Freistadt betreibt eine Außenstelle und ein Notar ist auch im Ort.
In Unterweißenbach befindet sich auch das Büro der Mühlviertler Alm, das sowohl die regionalen als auch touristischen Aufgaben des Verbandes abwickelt.
Im Gemeindegebiet existieren drei Freiwillige Feuerwehren (FF):
- FF Unterweißenbach
- FF Hackstock
- FF Mötlas

## Politik

### Gemeinderat
Der Gemeinderat hat 19 Mitglieder.
- Mit den Gemeinderats- und Bürgermeisterwahlen in Oberösterreich 2003 hatte der Gemeinderat folgende Verteilung: 17 ÖVP, 7 SPÖ und 1 FPÖ. (25 Mandate)
- Mit den Gemeinderats- und Bürgermeisterwahlen in Oberösterreich 2009 hatte der Gemeinderat folgende Verteilung: 21 ÖVP und 4 SPÖ. (25 Mandate)
- Mit den Gemeinderats- und Bürgermeisterwahlen in Oberösterreich 2015 hatte der Gemeinderat folgende Verteilung: 18 ÖVP, 5 FPÖ und 2 SPÖ. (25 Mandate)
- Mit den Gemeinderats- und Bürgermeisterwahlen in Oberösterreich 2021 hat der Gemeinderat folgende Verteilung: 14 ÖVP, 3 SPÖ und 2 FPÖ (19 Mandate).[13][14]

Seit dem Jahr 1945 erreichte die ÖVP immer die absolute Mehrheit. Zweitstärkste Partei wurde meist die SPÖ. Die FPÖ wurde bei den Wahlen meist die drittstärkste Partei. 2003 wurde die ÖVP mit 68,1 % stimmenstärkste Partei. 2009 gelang es der ÖVP, ihre absolute Mehrheit auf 81,2 % auszubauen. Die FPÖ trat zu dieser Wahl nicht mehr an.

### Bürgermeister
- 1919–1932 Anton Greinstetter (CSP)
- seit ? Johannes Hinterreither-Kern (ÖVP)[17]

### Wappen
Das Gemeindewappen zeigt in Grün einen silbernen, schrägrechten Wellenbalken. Dies zeigt in einer vereinfachten Darstellung den alten Ortsnamen Wizzenbach, der bereits 1209 in einer Urkunde für das Kloster Baumgartenberg genannt wurde. Die Gemeindefarben sind: Grün-Weiß.
Der Zeitpunkt der Verleihung des Gemeindewappens ist nicht bekannt. Der erste Nachweis des Wappens ist ein Siegel mit der Umschrift S . MARKT . BEISEN . PACH auf einem Aktenstück aus dem Jahre 1677. Die Gemeindefarben wurden am 8. September 1980 genehmigt.

## Persönlichkeiten
- Johann Christoph Stelzhammer (* 29. August 1750 in Unterweißenbach; † 10. Oktober 1840 in Linz), katholischer Geistlicher, Physiker und Rektor der Universität Wien
- Anton Pilz von Raabs (* 1827 in Tischberg bei Unterweißenbach; † 1914 in Raabs/NÖ.), Priester, Theologe und Seelsorger
- Anton Greinstetter (* 1873 in Liebenau; † 1944 in Unterweißenbach), Kaufmann, Politiker und Bürgermeister
- Leo Schmalzer (* 1897 in Unterweißenbach; † 1977 in Steyr), Gymnasiumsdirektor in Steyr
- Leo Pallwein-Prettner (* 1937 in Unterweißenbach; † 2012), war Präsident des Oberösterreichischen Roten Kreuzes und Landtagsabgeordneter